# Puurmani
Puurmani (deutsch: Talkhof) war eine estnische Landgemeinde im Kreis Jõgeva mit einer Fläche von 292,7 km². Sie hatte 1845 Einwohner (Stand: 1. Januar 2010).
Neben dem Hauptort Puurmani (729 Einwohner) umfasste die Gemeinde die Dörfer Altnurga, Härjanurme, Jõune, Jüriküla, Kirikuvalla, Kursi, Laasme, Pikknurme, Pööra, Saduküla, Tammiku und Tõrve.
Besonders sehenswert ist das Gutshaus von Puurmani. Die Anlage wurde bereits im 14. Jahrhundert gegründet. Das jetzige Gebäude im Stil der Neorenaissance wurde in den 1880er Jahren errichtet. 

## Persönlichkeiten
- Asta Põldmäe (* 1944), Schriftstellerin